# Eleição municipal de Vitória em 1992
A eleição municipal de Vitória em 1992 ocorreu em 3 de outubro de 1992. O prefeito Vítor Buaiz (PT) terminara seu mandato em 1 de janeiro de 1993. Paulo Hartung (PSDB) foi eleito prefeito de Vitória em primeiro turno.

## Resultado da eleição para prefeito

### Primeiro turno
| Candidatos a prefeito | Candidatos a vice-prefeito | Número | Coligação                                            | Votação | Percentual |
| --------------------- | -------------------------- | ------ | ---------------------------------------------------- | ------- | ---------- |
| Paulo Hartung PSDB    | Teteco Queiroz PMDB        | 45     | Frente Cidade Democrática (PSDB, PPS, PV, PTR, PMDB) | 58.179  | 45,78%     |
| Luiz Buaiz PFL        | Gualtemar Soares PTB       | 25     | Frente Arrastão (PFL, PRN, PDC, PRP, PTB)            | 46.242  | 36,39%     |
| João Coser PT         | João Luiz Trovar PDT       | 13     | Frente Vitória (PT, PDT, PSB, PCdoB)                 | 16.185  | 12,74%     |
| José Gotardo PST      | - PST                      | 52     | PST (sem coligação)                                  | 6.474   | 5,09%      |
| Referências:          |                            |        |                                                      |         |            |